# Boxeuropameisterschaften 1967
Die 17. Herren-Boxeuropameisterschaften der Amateure wurden vom 25. Mai bis 2. Juni 1967 in der Italienischen Hauptstadt Rom ausgetragen. Es nahmen 171 Kämpfer aus 26 Nationen teil.
Es wurden Medaillen in zehn Gewichtsklassen vergeben. Die Sowjetunion und Polen errangen jeweils drei Titel, Italien zwei und Rumänien und die Tschechoslowakei jeweils einen.

## Ergebnisse
| Klasse            | Gold                             | Silber                       | Bronze                                                  |
| Fliegengewicht    | Hubert Skrzypczak Polen          | Constantin Ciucă Rumänien    | Pjotr Gorbatow Sowjetunion Eugiu Yadigara Türkei        |
| Bantamgewicht     | Nicolae Giju Rumänien            | Horst Rascher Deutschland    | Bruno Pieracci Italien Nikola Sawow Bulgarien           |
| Federgewicht      | Ryszard Petek Polen              | Seyfi Tatar Türkei           | Jean-Louis de Souza Frankreich Iwan Michajlow Bulgarien |
| Leichtgewicht     | Józef Grudzień Polen             | Zvonimir Vujin Jugoslawien   | Dieter Dunkel DDR László Gula Ungarn                    |
| Halbweltergewicht | Waleri Frolow Sowjetunion        | Jerzy Kulej Polen            | János Kajdi Ungarn Peter Tiepold DDR                    |
| Weltergewicht     | Bohumil Němeček Tschechoslowakei | Manfred Wolke DDR            | István Gali Ungarn Ion Hodosam Rumänien                 |
| Halbmittelgewicht | Wiktor Agejew Sowjetunion        | Witold Stachurski Polen      | Ion Covaci Rumänien Vojtech Stantien Tschechoslowakei   |
| Mittelgewicht     | Mario Casati Italien             | Alexei Kisseljow Sowjetunion | Gheorghe Chivar Rumänien Jan Hejduk Tschechoslowakei    |
| Halbschwergewicht | Danas Pozniakas Sowjetunion      | Peter Gerber Deutschland     | Ion Monea Rumänien Cosimo Pinto Italien                 |
| Schwergewicht     | Mario Baruzzi Italien            | Peter Boddington England     | Kiril Pandow Bulgarien Jürgen Schlegel DDR              |

## Medaillenspiegel
| Rang | Land                            | Gold | Silber | Bronze | Gesamt |
| ---- | ------------------------------- | ---- | ------ | ------ | ------ |
| 01   | Polen                           | 3    | 2      | 0      | 5      |
| 02   | Sowjetunion                     | 3    | 1      | 1      | 5      |
| 03   | Italien                         | 2    | 0      | 2      | 4      |
| 04   | Rumänien                        | 1    | 1      | 4      | 6      |
| 05   | Tschechien                      | 1    | 0      | 2      | 3      |
| 06   | Deutschland                     | 0    | 2      | 0      | 2      |
| 07   | Deutsche Demokratische Republik | 0    | 1      | 3      | 4      |
| 08   | Türkei                          | 0    | 1      | 1      | 2      |
| 09   | England                         | 0    | 1      | 0      | 1      |
| 09   | Jugoslawien                     | 0    | 1      | 0      | 1      |
| 011  | Bulgarien                       | 0    | 0      | 3      | 3      |
| 011  | Ungarn                          | 0    | 0      | 3      | 3      |
| 013  | Frankreich                      | 0    | 0      | 1      | 1      |
|      | Gesamt                          | 10   | 10     | 20     | 40     |